# Església de fusta d'Hove

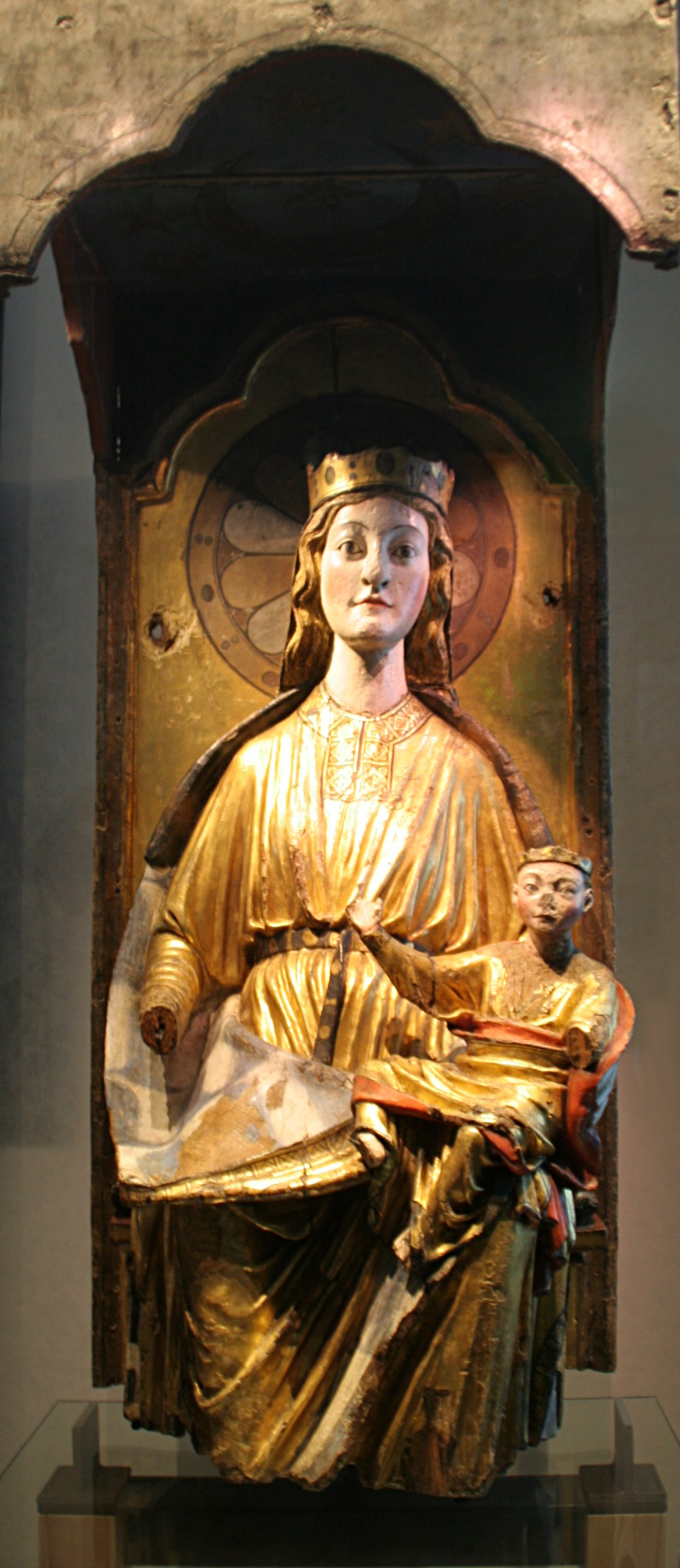
La Madonna, avui al Museu de Bergen.

L'església d'Hove és una antiga i petita església romànica en el municipi de Vik, comtat de Sogn og Fjordane, a Noruega. Es considera de finals del segle xii.
Pren el seu nom de la vella granja de Hove, lloc que per les seves troballes arqueològiques ha estat considerat un lloc rellevant de l'antiga religió nòrdica.
Està construïda amb blocs de pedra; la seva planta consisteix d'una nau única amb torre occidental quadrada, i a l'orient un petit cor rectangular amb absis. El portal principal se situa en l'occident, a la base de la torre; hi ha dos portals més, un en la nau i un altre en el cor, tots dos en el costat sud.
L'església va ser a punt de ser demolida a la dècada de 1880. L'arquitecte Peter Blix, que llavors s'ocupava de la remodelació del Saló d'Haakon IV a Bergen, va rebre una oferta de pedra d'un comerciant del municipi de Vik. En assabentar-se que el material provindria de l'església, l'arquitecte va comprar aquesta i va decidir restaurar-la amb recursos propis.
Blix va retirar tots els elements de remodelacions alienes a l'edat mitjana, i va intentar restaurar l'església en la seva aparença original. Va utilitzar obres d'art medievals com a model per decorar els murs de l'església i inclusivament col·locar vitralls en les finestres. Per a la restauració de l'exterior, va utilitzar esteatita, i el portal occidental va ser restaurat completament, amb arquivoltes decorades en zig-zag.
Quan Blix va morir l'any 1901, va ser sepultat sota el sòl de l'església d'Hove.
En el seu testament, va cedir l'immoble a la Societat per a la Conservació de Monuments Antics Noruecs, qui és el propietari actual.
L'altar és de pedra, original de l'edat mitjana. En l'arc del triomf hi ha un crucifix datat dels anys 1880. Al Museu de Bergen hi ha una Madonna de gran qualitat tallada en fusta d'alzina, una obra de la primera meitat del segle xiii. Aquesta Madonna va estar en un temps a l'interior de l'església de Hove, encara que no se sap si aquest va ser el seu lloc original o si prové en realitat de la propera església de fusta de Hopperstad.

## Galeria

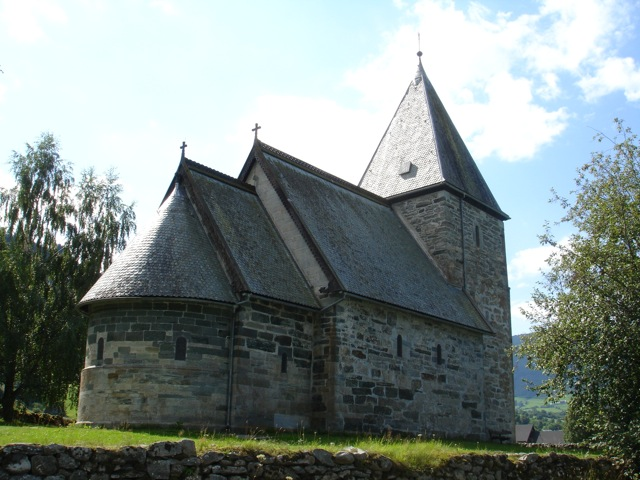
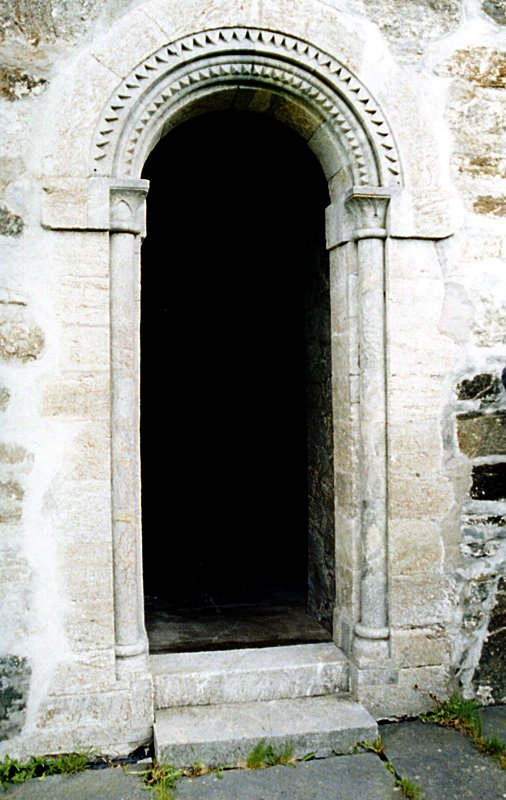
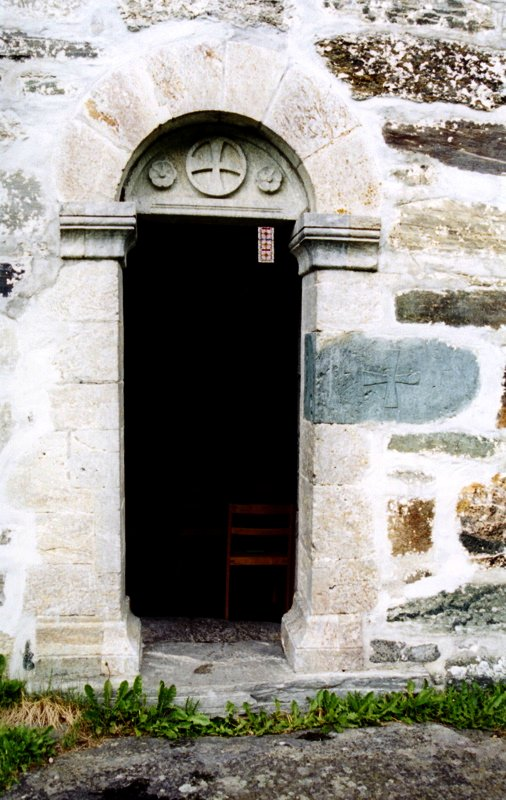
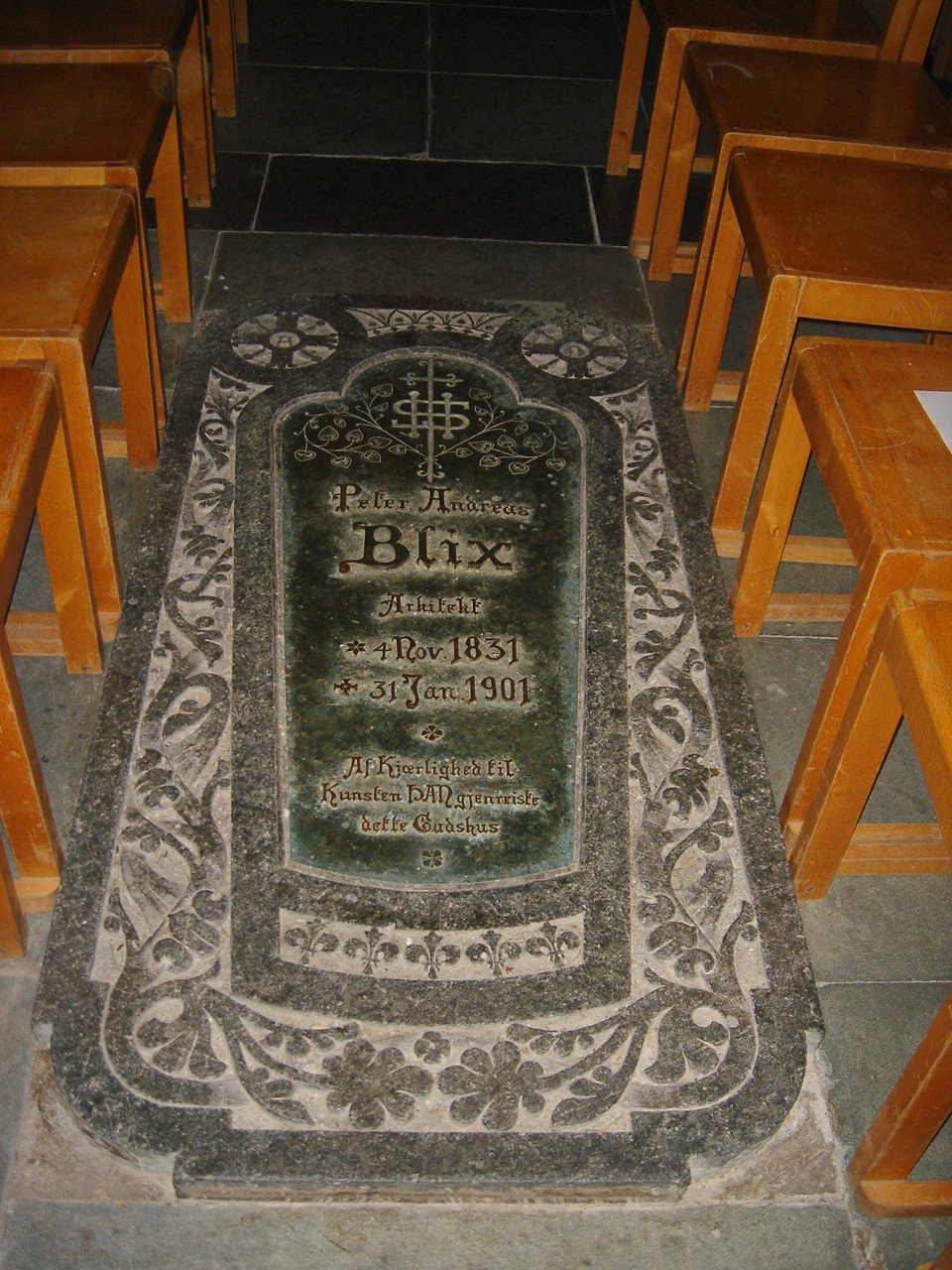
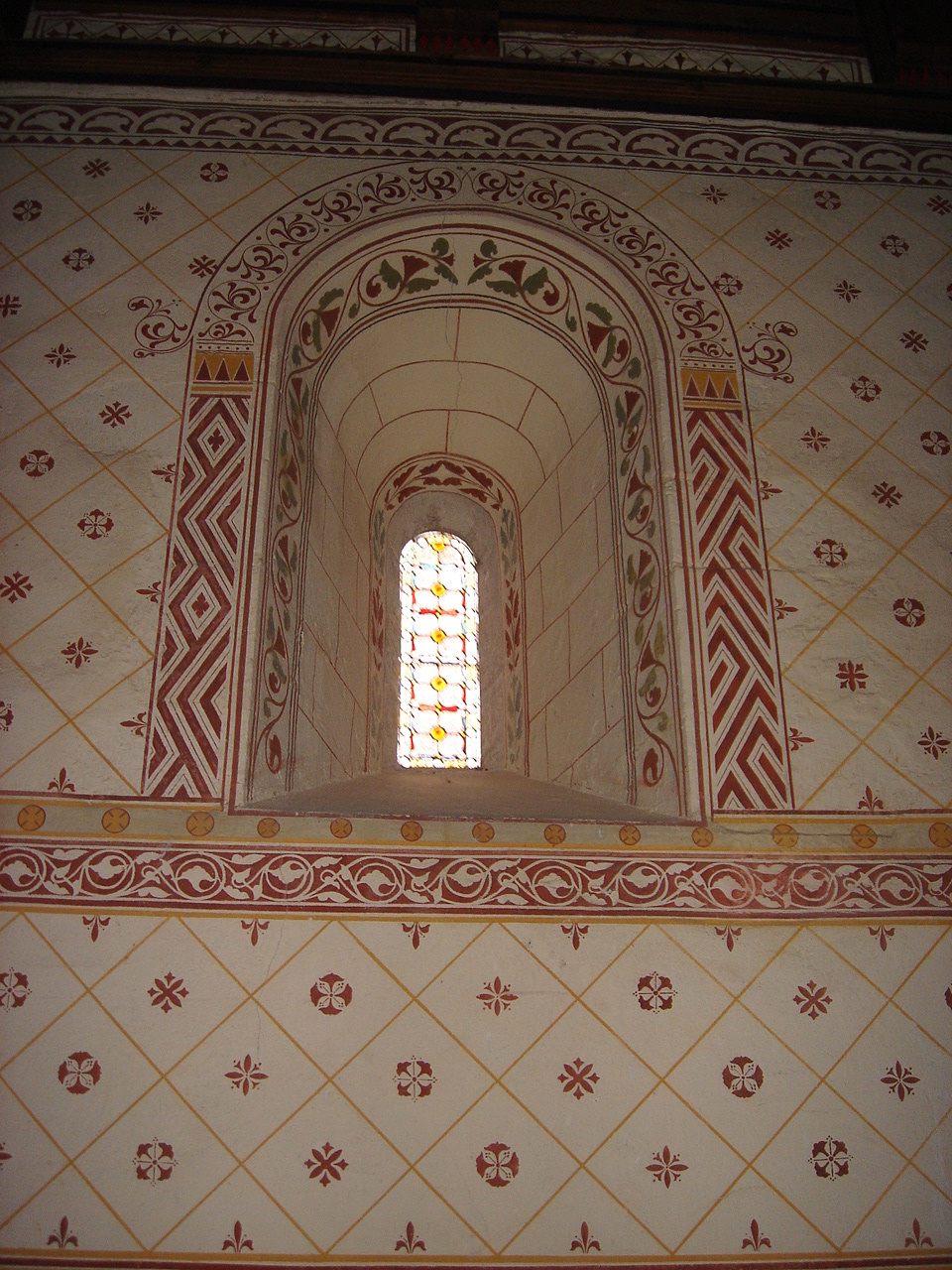
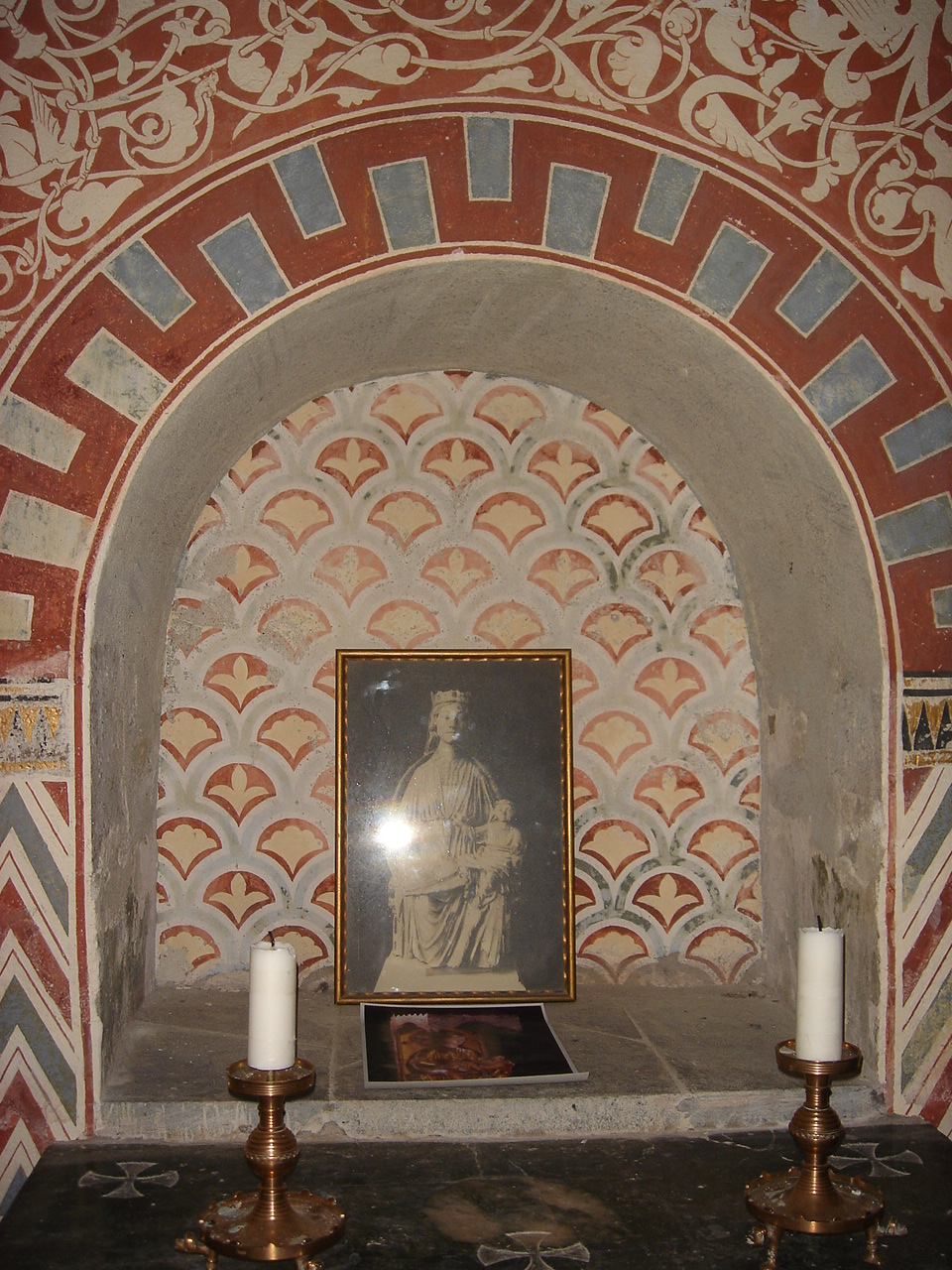
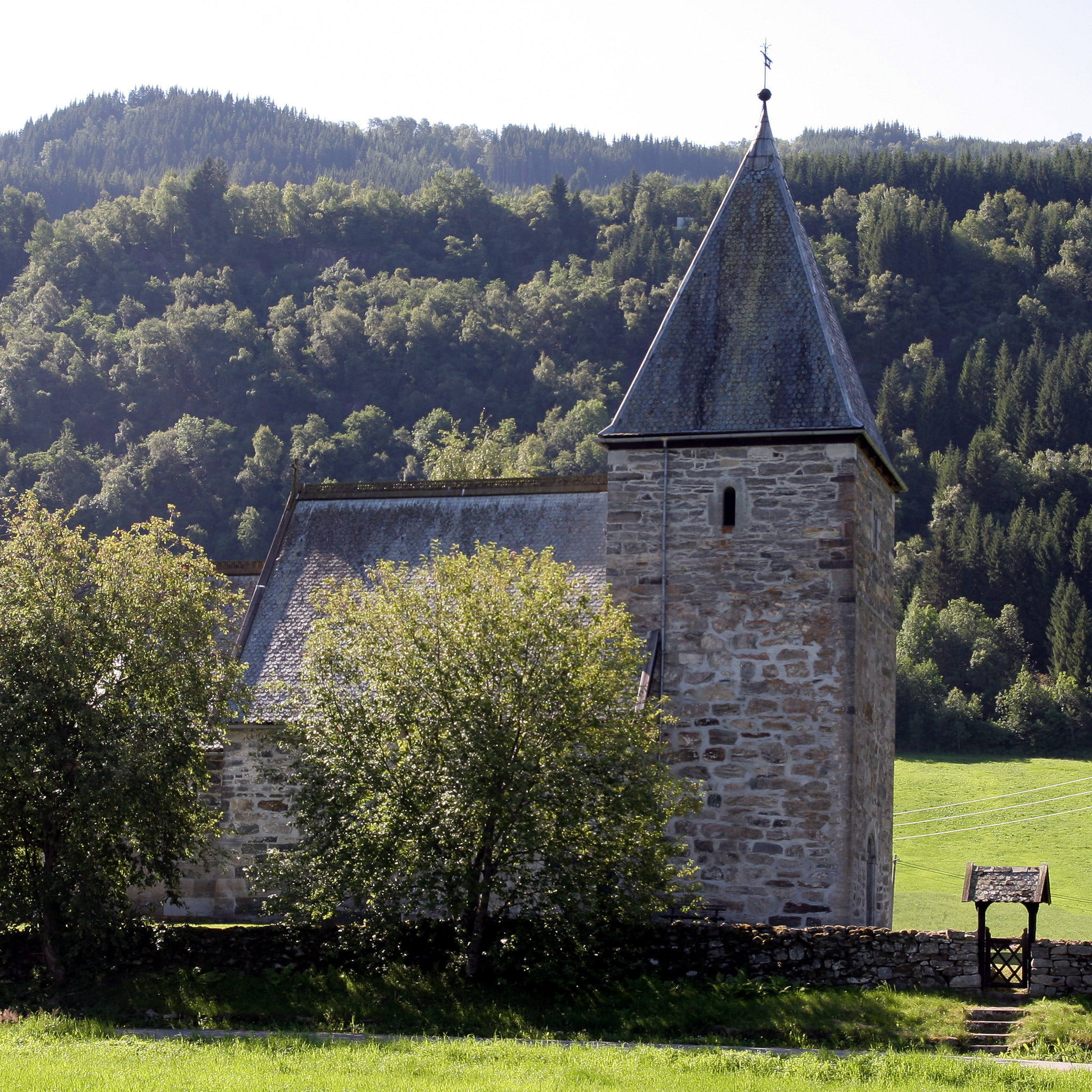
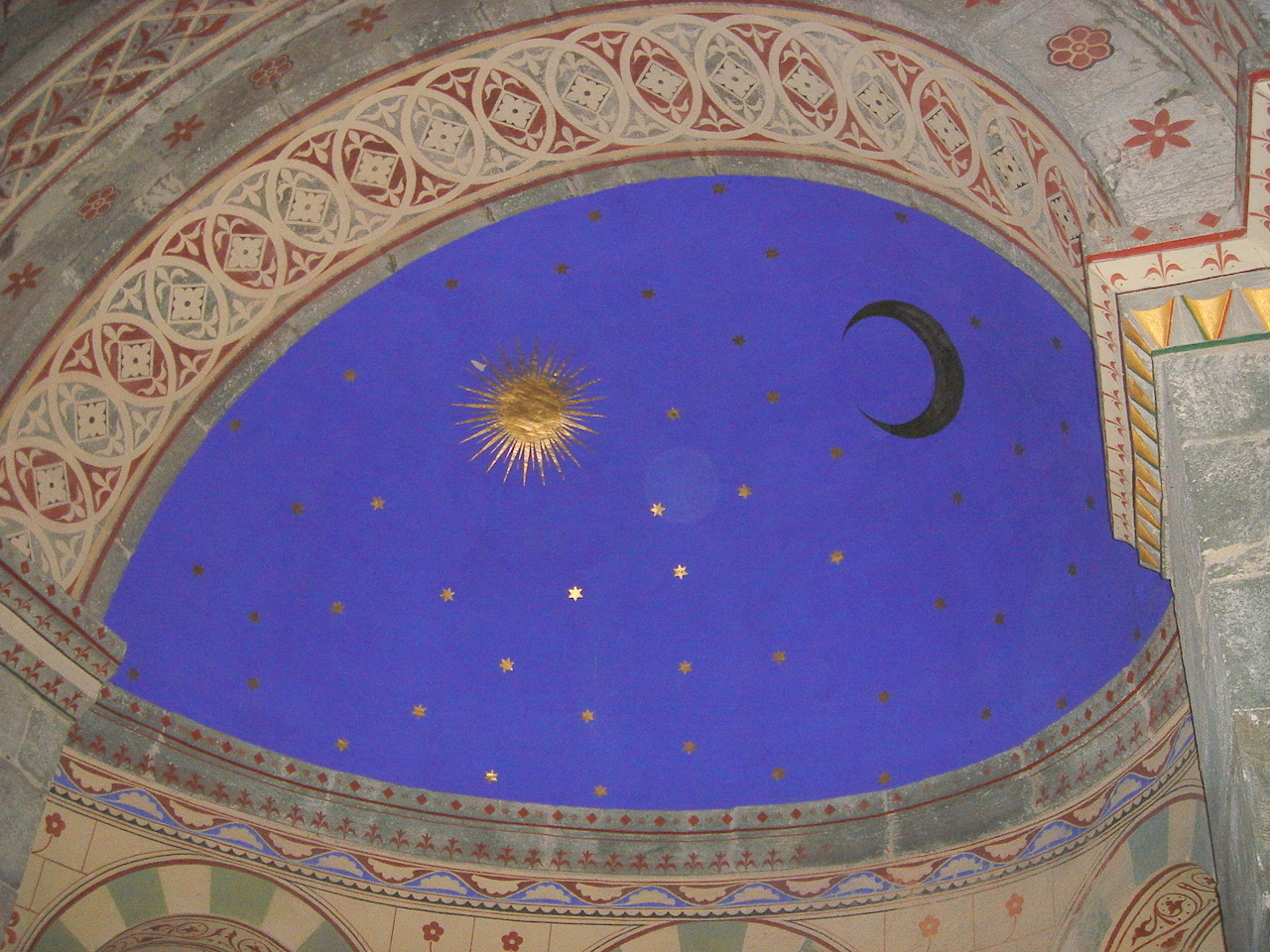
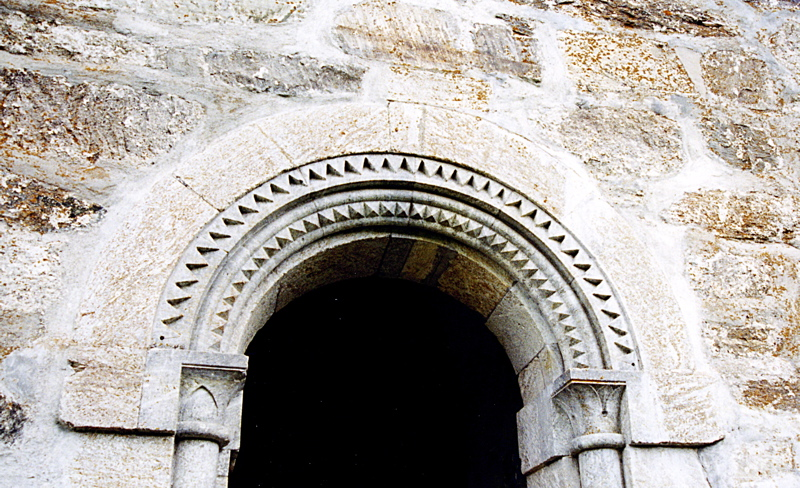
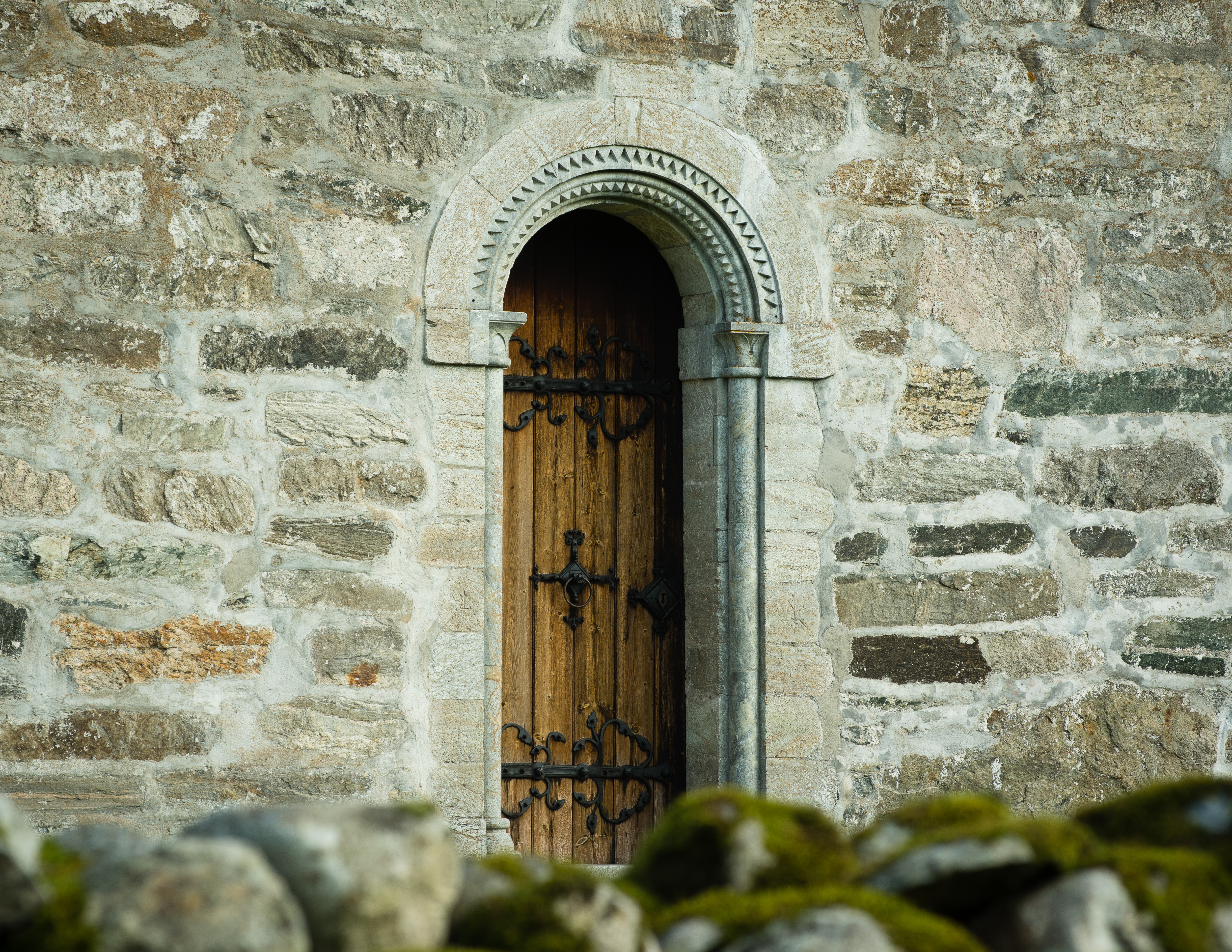
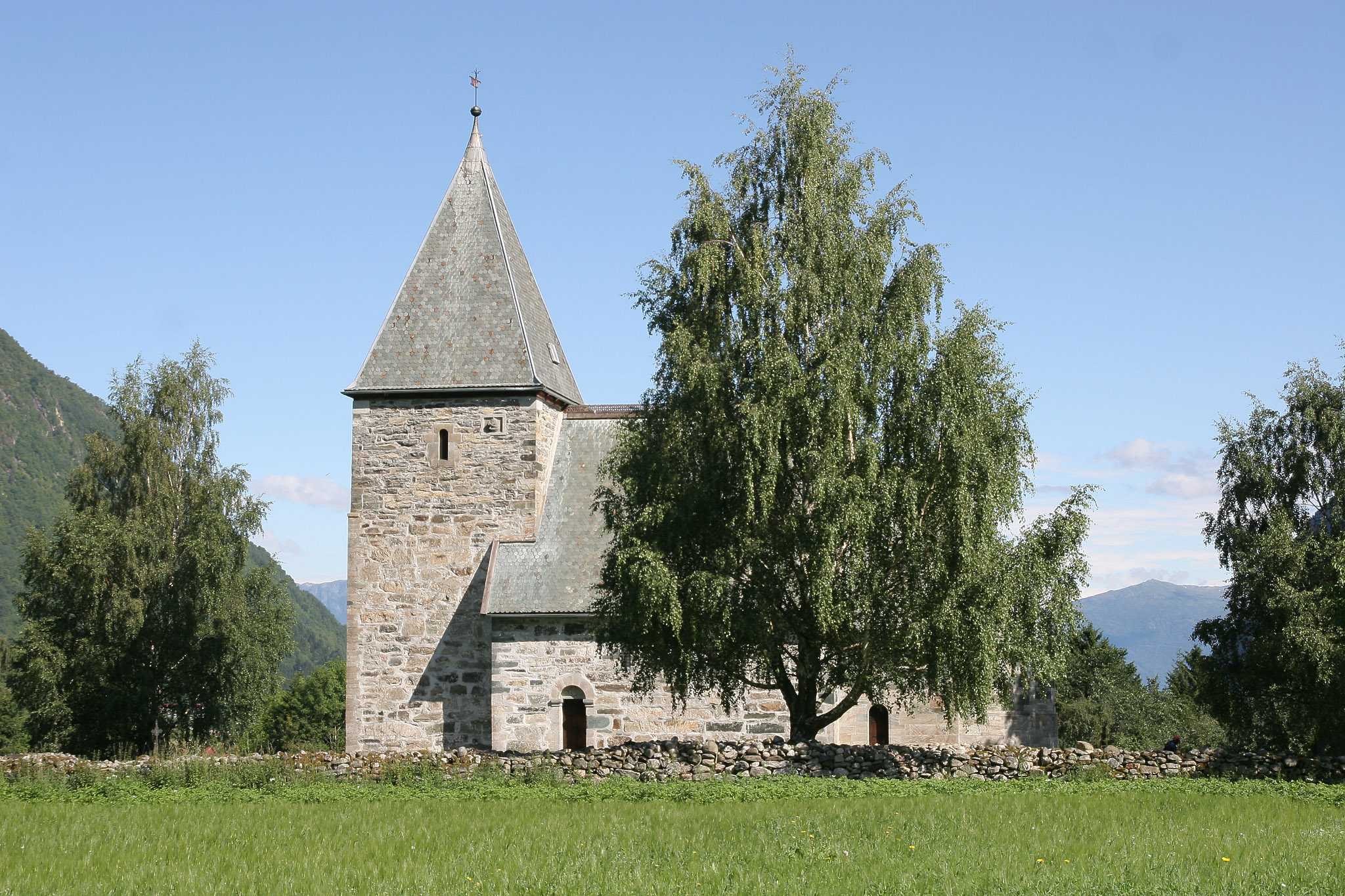